# مثلث سيربنسكي

مثلث سيربنسكي

مثلث سيربنسكي هو كسيري سمي على اسم واكلاو سيربنسكي الذي قام بوصفه في عام 1915.
يعتبر من أبسط الأمثلة على الأشكال التي تشابه نفسها، أي التي تكون منشأة رياضياً ومن الممكن تشكيلها عند أي مقياس كان.

## إنشاء مثلث سيربنسكي

صورة متحركة لمراحل الإنشاء.

الخوارزمية التالية تعطي تقريباً جيداً لمثلث سيربنسكي:
1. إبدأ بأي مثلث في المستوي، حيث في مثلث سيربنسكي يكون المثلث هو مثلث متساوي الأضلاع بقاعدة موازية للمحور الأفقي (الصورة الأولى على اليسار)
2. صغر المثلث لنصف الطول ونصف العرض بحيث تصنع ثلاث نسخ وتوضع المثلثات الثلاثة بحيث أن كل منها يلمس المثلثين الآخرين (الصورة الثانية)
3. كرر المرحلة 2 لكل مثلث على حدة (الصورة الثالثة ومايليها)

## وصلات خارجية
- إيريك ويستاين، مثلث سايبرنسكي، ماثوورلد Mathworld (باللغة الإنكليزية).